# Patricia Kamga
Patricia Laroche Kamga, född 8 september 2006, är en svensk friidrottare (släggkastning). Patricia Kamga tävlar för Upsala IF. Patricia Kamga är yngre syster till diskuskastaren Vanessa Kamga. Under 2024 slog Kamga nytt svenskt juniorrekord i slägga den 16 maj när hon kastade 67,43.